# لی یائوفنگ
لی یائوفنگ (انگلیسی: Li Yaofeng؛ زادهٔ ۱۶ نوامبر ۱۹۹۷) سوارکار اهل چین است. وی در بازی‌های المپیک تابستانی ۲۰۲۰ حضور داشته‌است.